# Andrius Gudžius
Andrius Gudžius (* 14. Februar 1991 in Kaunas) ist ein litauischer Leichtathlet, der sich auf den Diskuswurf spezialisiert hat. In dieser Disziplin wurde er Welt- und Europameister und gewann zahlreiche Medaillen bei internationalen Meisterschaften.

## Sportliche Laufbahn
Erste internationale Erfahrungen sammelte Andrius Gudžius im Jahr 2007, als er bei den Jugendweltmeisterschaften in Ostrava mit dem 1,5-kg-Diskus mit einer Weite von 61,59 m die Bronzemedaille gewann, wie auch beim anschließenden Europäischen Olympischen Jugendfestival (EYOF) in Belgrad mit 60,07 m. Im Jahr darauf wurde er bei den Juniorenweltmeisterschaften im polnischen Bydgoszcz mit 58,63 m Sechster und bei den Junioreneuropameisterschaften 2009 in Novi Sad erreichte er mit 60,05 m den fünften Platz. Bei den Juniorenweltmeisterschaften 2010 im kanadischen Moncton gewann Gudžius mit einer Weite von 63,78 m mit dem etwas leichteren 1,75-kg-Diskus die Goldmedaille. 2011 schied er dann bei den U23-Europameisterschaften in Ostrava mit 56,58 m in der Qualifikation aus. Anschließend nahm er an der Sommer-Universiade in Shenzhen teil, verpasste dort aber mit 56,59 m eine Finalteilnahme.
2012 nahm er erstmals an den Europameisterschaften in Helsinki teil, scheiterte dort aber mit 55,80 m in der Qualifikation. Im Jahr darauf siegte er dann bei den U23-Europameisterschaften in Tampere mit einem Wurf auf 62,40 m und 2014 erreichte er bei den Europameisterschaften in Zürich mit 60,82 m im Finale Rang zehn. 2015 gewann er bei den Studentenweltspielen im südkoreanischen Gwangju mit einer Weite von 62,54 m die Bronzemedaille hinter dem Belgier Philip Milanov und Matthew Denny aus Australien. Anschließend nahm er erstmals an den Weltmeisterschaften in Peking teil, konnte sich dort aber mit 62,22 m und Platz 14 in der Qualifikation nicht für das Finale der besten 12 qualifizieren. 2016 schaffte er die Qualifikation für die Teilnahme an den Olympischen Spielen in Rio de Janeiro, bei denen er mit 60,66 m im Finale den zwölften und damit letzten Platz belegte. Zuvor schied er bei den Europameisterschaften in Amsterdam mit 63,60 m in der Qualifikation aus.
2017 startete Gudžius bei den Weltmeisterschaften in London und gewann im Finale mit einer persönlichen Bestweite von 69,21 m überraschend vor Daniel Ståhl und Mason Finley die Goldmedaille und war damit nach Virgilijus Alekna der zweite Litauer, der in dieser Disziplin Weltmeister wurde. Im Jahr darauf wurde er dann bei den Europameisterschaften in Berlin seiner Favoritenrolle gerecht und siegte dort mit einem Wurf auf 68,46 m. 2019 gelangte er bei den Weltmeisterschaften in Doha ein weiteres Mal bis in das Finale und klassierte sich dort mit 61,55 m auf dem zwölften Platz.
In den Jahren 2013 und 2014 sowie von 2017 bis 2020 wurde Gudžius litauischer Meister im Diskuswurf. 2017 und 2018 wurde er als Sportler des Jahres ausgezeichnet.
Bei den Olympischen Sommerspielen 2020 in Tokio belegte er mit 64,11 m Platz sechs.
Bei den Leichtathletik-Weltmeisterschaften 2022 in Eugene gelang Gudžius mit einem Wurf auf 67,55 m hinter Kristjan Čeh und Mykolas Alekna der Gewinn der Bronzemedaille.
Im Jahr 2023 gewann er beim Speerwurfwettbewerb bei der Team-Europameisterschaft im Rahmen der Europaspiele mit 64,94 m die Bronzemedaille.